# مارثا ماي ألين
مارثا ماي ألين (بالإنجليزية: Martha May Eliot)‏ هي طبيبة أمريكية، ولدت في 7 أبريل 1891، وتوفيت في 14 فبراير 1978.